# Karen Boswall
Karen Boswall es una cineasta independiente, conocida por los documentales que realizó mientras vivía y trabajaba en Mozambique entre 1993 y 2007. Es profesora de antropología visual a tiempo parcial en la Universidad de Kent. Sus películas cubren una variedad de temas que incluyen la conservación marina, música popular y mujeres y el VIH.

## Carrera
Antes de ir a Mozambique, Boswall tenía su propia productora en Gran Bretaña. En Mozambique produjo muchas funciones de radio para el BBC World Service. En 1999 volvió a dirigir documentales para televisión con Living Battles (1998) y From the Ashes (1999), ambos relacionados con la guerra civil que acababa de terminar. Dancing on the Edge (2001) es una película sobre los riesgos que enfrenta una joven que llega a la mayoría de edad en Mozambique, donde la pobreza y las prácticas tradicionales aumentan el riesgo de contraer el VIH/SIDA. Es el primero realizado por Catembe Productions, su productora, cuyos proyectos son programas infantiles y educativos.
Marrabenta Stories de 2004 documenta a jóvenes músicos mozambiqueños que tocan jazz, funk y hip-hop uniéndose a hombres mayores que tocan la música de baile más tradicional de Marrabenta en una gira por Sudáfrica. La investigación de un proyecto conjunto con José Eduardo Agualusa para hacer una película con un fuerte elemento musical sobre la situación de las mujeres en el cono del sur de África, que se llamará "Las esposas de mi padre", se convirtió en la base de un libro de 2008 con ese nombre. de Agualusa. El libro puede verse como guion de la película proyectada.

## Filmografía
| Año  | Título              | Rol                    | Notas |
| ---- | ------------------- | ---------------------- | --- |
| 1997 | Cracks in the Mask  | Sonidista              | 57 minutos. Documental sobre el destino del arte y los artefactos del Estrecho de Torres en los museos europeos      |
| 1998 | Living Battles      | Directora              | 52 minutos. Historias de soldados de la guerra civil en Mozambique                                                   |
| 1999 | From the Ashes      | Directora              | 26 minutos. En un pequeño pueblo del sur de Mozambique, la gente cura las heridas que dejó la reciente guerra civil. |
| 2001 | Dancing on the Edge | Directora y productora | 41 minutos. Historia sobre el riesgo de SIDA para las mujeres en Mozambiquee                                         |
| 2004 | Marrabenta Stories  | Director               | 52 minutos. Documental sobre músicos en Mozambique                                                                   |
| 2010 | The Valley of Dawn  | Sonidista              | Documental sobre una religión inusual en Brasil                                                                      |
| 2011 | Grandma             | Sonidista              | Cortometraje sobre la incomprensión infantil del tema de la muerte                                                   |